# Andrew Kumagai
Andrew Kumagai (født 6. juni 1993) er en japansk fodboldspiller, som spiller for den japanske fodboldklub JEF United Chiba.